# 奠安乡
奠安乡，是中华人民共和国宁夏回族自治区固原市隆德县下辖的一个乡镇级行政单位。

## 行政区划
奠安乡下辖以下地区：
旧街村、新街村、马坪村、景林村、梁堡村、张田村、杨川村、雷王村、闫庙村和海子村。

## 中国传统村落
2012年，梁堡村一组被评为首批“中国传统村落”。